# Scytosiphon lomentaria
Scytosiphon lomentaria nom. cons., je vrsta smeđe alge iz porodice Scytosiphonaceae. Raste pričvršćena sustavom korijenčića za školjke ili stijene. 

## Izgled
Scytosiphon lomentaria ima cilindrične nerazgranate listove duge do 40 centimetara, koji su sjajni i maslinasto-smeđe boje. Imaju kratke stabljike, a velik broj ih naraste iz jednog korijenčića.

## Rasprostranjenost i stanište
Ova vrsta rasprostranjena je u mnogim umjerenim vodama diljem svijeta. Najviše je ima u Danskoj. Pojavljuje se u priobalnoj zoni, najčešće na valovima izloženim obalama. Mlade alge često rastu na priljepcima ili šljunku.